# Craig Whitlock
Craig Michael Whitlock  (Ithaca, 26 de marzo de 1968) es un periodista estadounidense que trabaja para The Washington Post, donde es responsable de cubrir el Pentágono y la seguridad nacional.
En 2021, publicó su primer libro, Los documentos de Afganistán: una historia secreta de la guerra. La obra debutó en el número uno de la Lista de los más vendidos de no ficción del New York Times.

## Biografía y educación
Es hijo del Dr. Robert Whitlock, profesor de medicina veterinaria en la Universidad de Pensilvania en Filadelfia.Fue criado en Kennett Square, Pensilvania. En 1986 se graduó de la Escuela Secundaria Unionville, donde fue editor del periódico escolar The Indian Post (ahora conocido como Unionville Post). Recibió una licenciatura en historia de la Universidad de Duke, donde fue editor del periódico estudiantil The Chronicle (La Crónica).

## Carrera profesional
Antes de unirse al The Washington Post, Whitlock trabajó durante siete años como reportero para The News & Observer de Raleigh, Carolina del Norte. También fue brevemente redactor de The Anniston Star de Anniston (Alabama). Es periodista de The Washington Post y está asignado a la "mesa de investigación", donde cubre las noticias sobre la seguridad nacional. Ha trabajado como redactor del Post desde 1998., y cubrió la cede del gobierno en Annapolis y del departamento de policía del Condado de Prince George. De 2010 a 2016 informó sobre el Pentágono para la Oficina Nacional. Durante casi seis años, Whitlock se desempeñó como jefe de la oficina del periódico en Berlín y cubrió redes terroristas en Europa, Asia del Sur, Oriente Medio y África del Norte. Ha informado desde más de 60 países.
Whitlock también es conocido por escribir los Los papeles de Afganistán, un libro que contiene una serie de entrevistas realizadas por el Inspector general especial para la reconstrucción de Afganistán que cubre información sobre el esfuerzo de reconstrucción en Afganistán. La cobertura se centró en la diferencia entre las declaraciones públicas y privadas expresadas por funcionarios del gobierno estadounidense sobre el progreso y el éxito del esfuerzo bélico general. Las declaraciones públicas sobre la guerra en Afganistán generalmente presentaban una imagen más positiva que las declaraciones reflejadas en esas entrevistas.
En agosto de 2021, Whitlock publicó su libro debut, Los papeles de Afganistán, historia secreta de la guerra. Poco antes de su publicación, Whitlock habló sobre Afganistán en una aparición en Real Time with Bill Maher. El libro debutó en el número uno en la lista de los más vendidos de no ficción del New York Times durante la semana que finalizó el 4 de septiembre de 2021.El libro también se incluyó en la lista de libros más vendidos del Wall Street Journal. El libro fue revisado por Kirkus Reviews, New York, The Guardian, y The Sunday Times.Fue seleccionado para la lista de los "10 mejores libros de 2021" de The Washington Post.

## Premios y reconocimientos
Fue galardonado con el premio senior Peter R. Weitz de la (ONG) German Marshall Fund en 2005 por su cobertura de redes terroristas internacionales. También es tres veces finalista del Premio Pulitzer, más recientemente en 2013 por sus informes nacionales sobre contraterrorismo, y recibió el Premio Michael A. Dornheim del National Press Club, junto con Nate Jones, en 2023.